# Backyard Babies (musikalbum)
Backyard Babies är det sjätte studioalbumet från det svenska rockbandet Backyard Babies, utgivet den 13 augusti 2008. Den första singeln från albumet har titeln "Fuck Off and Die".
Albumet spelades in under 90 dagar i början av 2008 och producerades av Jacob Hellner, som bland annat jobbat med Rammstein och Apocalyptica. 

## Låtlista
1. "Fuck Off and Die" - 3:45
2. "Degenerated" - 3:37
3. "Come Undone" - 3:40
4. "Drool" - 3:24
5. "Abandon" - 4:18
6. "Voodoo Love Bow" - 3:22
7. "Idiots" - 3:04
8. "The Ship" - 3:06
9. "Nomadic" - 3:48
10. "Back on the Juice" - 3:33
11. "Where Were You?" - 3:16
12. "Zoe Is a Weirdo" - 1:53
13. "Saved by the Bell" - 3:56